# Bridelia erapensis
Bridelia erapensis är en emblikaväxtart som beskrevs av S.Dressler. Bridelia erapensis ingår i släktet Bridelia och familjen emblikaväxter. Inga underarter finns listade i Catalogue of Life.